# Diano d'Alba
Diano d'Alba är en ort och kommun i provinsen Cuneo i regionen Piemonte i Italien. Kommunen hade 3 621 invånare (2018).